# Крок (река)
Крок (фр. Croc) — река на юге Франции в департаментах Альпы Верхнего Прованса и Воклюз региона Прованс — Альпы — Лазурный Берег, приток Неска.

## География
Крок берёт начало от гор Воклюза. Пересекает Лез-Омерг, Ревес-дю-Бьон и Сен-Трини и впадает в Неск, приток Сорга в Со. Протяжённость реки — 26,1 км.

## Притоки
- ручей Аллегр (4,6 км)
- ручей Комб-де-Бюиссон (7,7 км)
- ручей Жак (7,5 км)
- ручей Грепп (11,6)
- ручей Кюрни (4,9 км)

## Пересекаемые коммуны
Крок пересекает территорию 5 коммун в двух департаментах.
В департаменте Альпы Верхнего Прованса:
- Ревест-дю-Бьон
- Лез-Омерг
- Редортьер

В департаменте Воклюз:
- Сен-Трини
- Со (устье)